# Az örök kaszkadőr
Az örök kaszkadőr (eredeti címe: Hot Rod) 2007-es amerikai filmvígjáték Akiva Schaffer rendezésében. Ez Schaffer első filmrendezése. A film írója Pam Brady. A főszerepben Andy Samberg, Ian McShane, Jorma Taccone, Sissy Spacek, Will Arnett, Danny McBride, Isla Fisher és Bill Hader látható.
Amerikában 2007. augusztus 3-án mutatta be a Paramount Pictures. A pénztáraknál rosszul teljesített: 14 millió dollárt hozott a 25 millió dolláros költségvetéssel szemben, és vegyes kritikákat kapott.

## Rövid történet
Egy amatőr kaszkadőr az addigi legnagyobb mutatványával pénzt gyűjt a mostohaapja szívműtétjére.

## Szereplők
| Karakter         | Színész                 | Magyar hang      |
| ---------------- | ----------------------- | ---------------- |
| Rod Kimble       | Andy Samberg            | Hujber Ferenc    |
| Kevin Powell     | Jorma Taccone           | Molnár Levente   |
| Dave             | Bill Hader              | Szabó Máté       |
| Rico             | Danny McBride           | Szvetlov Balázs  |
| Denise           | Isla Fisher             | Haffner Anikó    |
| Marie Powell     | Sissy Spacek            | Kovács Nóra      |
| Frank Powell     | Ian McShane             | Reviczky Gábor   |
| Jonathan         | Will Arnett             | Galbenisz Tomasz |
| Barry Pasternack | Chris Parnell           | Holl Nándor      |
| Richardson       | Chester Tam             | Varga Rókus      |
|                  | Queens of the Stone Age |                  |

## Fogadtatás
A Metacritic oldalán 43 pontot szerzett a százból, 27 kritika alapján. A Rotten Tomatoes honlapján 39%-ot ért el 117 kritika alapján, és 4.92 pontot szerzett a tízből. A Paper magazin szerint "Az örök kaszkadőr vagy egy borzalmas film, vagy egy nagyon különös és csodás film, amelyről el sem hiszed, hogy elkészült. Embere válogatja." A CinemaScore oldalán átlagos minősítést kapott.
A The Hollywood Reporter kritikusa, Frank Scheck kritizálta a film "sablonos" forgatókönyvét és humorát, de Samberg alakítását pozitívan értékelte.